# Corrent de Moçambic

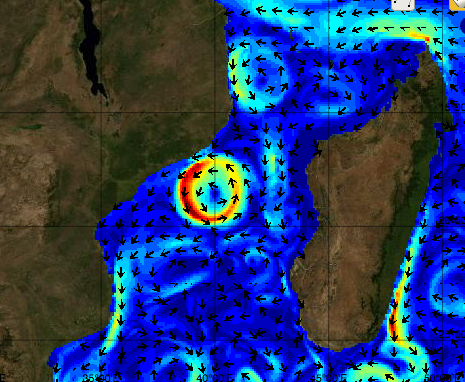
Visualització dels remolins formats en el canal de Moçambic, que influeixen en els corrents de l'Est de Madagascar (ascendent) i de Moçambic (descendent).

El corrent de Moçambic és un corrent marí en l'oceà Índic, normalment definida com a aigües superficials càlides que flueixen cap al Sud al llarg de la costa oriental d'Àfrica al canal de Moçambic, entre Moçambic i l'illa de Madagascar.
La definició clàssica del corrent de Moçambic és que es tracta d'un corrent de frontera occidental, constant i fort. La recerca moderna ha desafiat aquesta assumpció, i indica que més que un corrent de frontera occidental forta, hi ha sovint una sèrie de grans remolins anticiclònics al canal. L'evidència directa d'aquests remolins s'ha trobat en dades d'altimetria per satèl·lit, recerques de vaixells i registres de corrents mesurades amb amarres. Aquests mateixos registres de mesuradors de corrents, que van trigar dos anys, van fracassar a l'hora de mostrar un corrent fort i consistent al llarg de la costa de Moçambic, rebutjant àmpliament la noció d'un corrent de Moçambic constant. Malgrat això, és impossible descartar la possibilitat que el corrent de Moçambic pugui aparèixer de manera intermitent, per breus períodes. De fet, simulacions de models numèrics al canal de Moçambic mostren l'aparença d'un corrent de la costa de Moçambic, durant períodes entre els remolins.

## Remolins del canal de Moçambic
Els remolins del canal de Moçambic són remolins grans, càlids i anticiclònics que propaguen cap al sud l'aigua del canal de Moçambic. aquests remolins poden tenir diàmetres de fins a 300 km, i una velocitat de gir màxim de gairebé 1 m/s. El mecanisme causal exacte, i la ubicació de la formació de remolins encara és objecte de debat. La freqüència de l'aparició de remolins es limita a uns set a l'any en el nord fins a uns quatre per any en el sud. Una vegada que els remolins surten del canal de Moçambic, contribueixen a la variabilitat del corrent de les Agulles, incloent la generació del Pols de Natal i els Anells de les Agulles.